# 阿道夫·吕德里茨

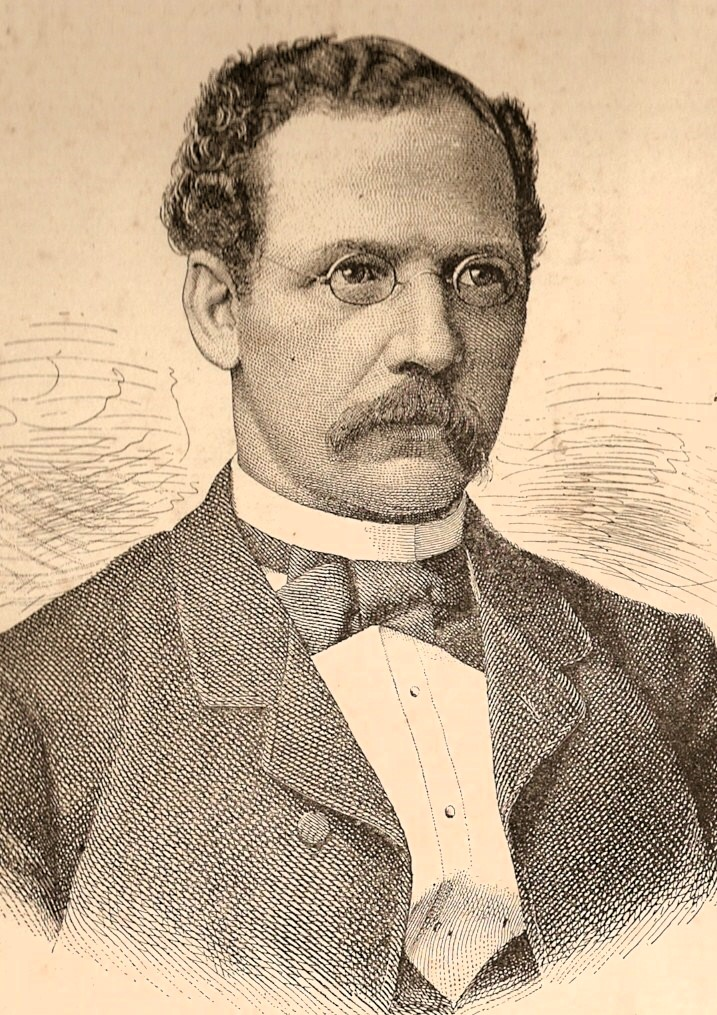
阿道夫·吕德里茨（约1885年）

弗朗茨·阿道夫·爱德华·吕德里茨（Franz Adolf Eduard von Lüderitz，1834年7月16日—1886年10月），德国商人和殖民者，是德属西南非殖民地的建立者。
阿道夫·吕德里茨出生于不来梅，其父亲经营当地的一家烟草公司。吕德里茨在美洲生活多年，1878年接管了其父亲的生意。很快他将注意力转向海外投资。1881年，他在英属西非的拉各斯建立了一家工厂。1883年5月阿道夫·吕德里茨用100英镑和200支来复枪从贝塔尼的霍屯督酋长约瑟夫·弗雷德里克斯二世手中购得安格拉·佩克纳湾（Angra Pequena，今吕德里茨湾）附近地区方圆8千米范围内的土地。同年8月25日，吕德里茨又用500英镑和60支来复枪购得安格拉·佩克纳湾至奥兰治河之间140千米宽的土地。同年创建德国西南非公司，要求德国政府保护。1884年4月俾斯麦政府不顾英国抗议，吞并该地，并宣布该地区为德国“保护地”，遂建立了德属西南非洲，为德国侵占西南非洲之始。
为了调查奥兰治河的适航性和河岸上定居的可能性，他于1886年前往南非，驾驶一艘轻便船在奥兰治河下游航行，最后失事不知所踪。死后，安格拉·佩克纳湾被更名为吕德里茨湾，定居点命名为吕德里茨，以纪念其对德国在西南非洲殖民地建立的贡献。